# Rudolf Bing
Sir Rudolf Franz Joseph Bing (ur. 9 stycznia 1902 w Wiedniu, zm. 2 września 1997 w Nowym Jorku) – brytyjski impresario operowy pochodzenia austriackiego.

## Życiorys
Ukończył studia na Uniwersytecie Wiedeńskim, pobierał też lekcje śpiewu. Pracował jako impresario operowy i koncertowy w Wiedniu (1923–1927), Darmstadcie (1928–1930) i Berlinie (1930–1933), następnie wyemigrował do Wielkiej Brytanii. Od 1934 do 1949 roku pełnił funkcję kierownika Glyndebourne Opera i organizatora Festiwalu operowego w Glyndebourne, którego od 1936 roku był generalnym menadżerem. W 1946 roku otrzymał obywatelstwo brytyjskie. Był organizatorem i w latach 1947–1949 pierwszym kierownikiem artystycznym Międzynarodowego Festiwalu w Edynburgu. Od 1950 do 1972 roku pełnił funkcję generalnego menadżera Metropolitan Opera w Nowym Jorku. Wystąpił w niemej roli Sir Edgara w prapremierowym przedstawieniu opery Der junge Lord  Hansa Wernera Henzego (1973). Pod koniec życia zmagał się z chorobą Alzheimera.
Został odznaczony Orderem Imperium Brytyjskiego w stopniu komandora oraz Legią Honorową. W 1971 roku otrzymał tytuł szlachecki. Opublikował książki 5,000 Nights at the Opera (Nowy Jork 1972) i A Knight at the Opera (Nowy Jork 1981).